# Avenidas Bedford y Nostrand (línea Crosstown)
Las Avenidas Bedford y Nostrand es una estación en la línea Crosstown del Metro de Nueva York de la división B del Independent Subway System. La estación se encuentra localizada en Bedford-Stuyvesant, Brooklyn entre la Avenida Lafayette, la Avenida Bedford y Nostrand. La estación es servida en varios horarios por los trenes del Servicio .

## Descripción
Tiene un entrepiso de larga longitud con un corte transversal. La salida norte conduce hacia la avenida Nostrand, con dos escaleras cerradas y abiertas. La salida sur conduce hacia la avenida Bedford Avenue, con cuatro escaleras hacia la calle. La vía central no se usa debido a un plan de expansión del sistema del metro, en la que se pretendía no construir en esa área. Al norte de le estación la vía central se divide en dos y dos y diverge en virtud de las principales vías antes de que gire al oeste. Se utilizan para el almacenamiento de tren, a pesar de que normalmente no se utilizan para ese fin.

## Conexiones de autobuses
- B38
- B44